# Diversität (Technik)
Unter Diversität (Vielfalt) versteht man in der Technik eine Strategie zur Erhöhung der Ausfallsicherheit. 
Dabei werden Systeme nicht nur redundant ausgelegt, sondern es werden bewusst verschiedene Realisierungen und keine baugleichen Einzelsysteme oder -komponenten verwendet. Dahinter steht die Idee, dass Systeme, die das Gleiche leisten, aber unterschiedlich realisiert sind, auch gegen eine gegebene Störung verschieden empfindlich oder unempfindlich sind und daher wahrscheinlich nicht alle gleichzeitig ausfallen. Damit wirkt sich dieses Konzept vergleichbar aus wie die Artenvielfalt in der Biologie. 
Die konkrete Realisierung kann je nach Einsatzgebiet und geforderter Sicherheit unterschiedlich aussehen:
- Verwendung von Bauteilen verschiedener Hersteller
- Nutzung unterschiedlicher Protokolle zur Steuerung von Geräten
- Verwendung komplett unterschiedlicher Technologien, beispielsweise einer elektrischen und einer pneumatischen Steuerung.

Beispiel: In modernen Großflugzeugen wird der Autopilot von bis zu sechs Rechnern gesteuert, die teilweise von verschiedenen Herstellern geliefert werden und deren Software in verschiedenen Programmiersprachen von mehreren, unabhängigen Programmierern geschrieben wurde. 